# Chrysocercops vaticae
Chrysocercops vaticae là một loài bướm đêm thuộc họ Gracillariidae. Nó được tìm thấy ở Malaysia (Negeri Sembilan).
Sải cánh con bướm từ 5,7-6,5 mm.
Ấu trùng ăn Vatica bella. Chúng ăn lá nơi chúng làm tổ. 